# Tiberiano
Tiberiano (in latino Tiberianus; fl. IV secolo) è stato un poeta romano.

## Biografia
Non è chiaro se egli si possa identificare con il funzionario Gaio Annio Tiberiano, descritto da Girolamo come disertus vir o con il prefetto di Roma Giunio Tiberiano, in carica nel 303-4.

## Opere
Tiberiano è autore di almeno tre poesie brevi (eventualmente anche una quarta). Ulteriori frammenti (in numero di 8) sono citati da Servio e Fulgenzioː si tratta di brevi componimenti tra cui il più noto è quello intitolato Amnis ibat, composto da venti tetrametri trocaici. Si conoscono inoltre i titoli di due sue opere, il Prometheus e il Liber de Socrate e forse autore di prosimetra e dialoghi filosofici di stampo menippeo.
Per alcune similitudini alcuni filologi gli attribuiscono, con molti dubbi, anche il Pervigilium Veneris.